# Марьясов, Гавриил Николаевич
Гавриил Николаевич Марьясов (1927—2006) — советский хозяйственный, государственный и политический деятель, бригадир монтажников монтажно-строительного управления № 90 треста «Энергоспецмонтаж» Министерства среднего машиностроения СССР, Ленинградская область. Герой Социалистического Труда. Лауреат Государственной премии СССР.

## Биография
Родился 3 апреля 1927 года в селе Темра Берёзовского района Ачинского округа Сибирского края, ныне — деревня Шарыповского района Красноярского края, в крестьянской семье. Русский.
Отец в 1942 году погиб на фронте. Старшим из четверых детей был Гавриил, который 14-летним подростком начал работать в рыболовецкой артели в соседнем селе Большое Озеро.
С 1944 года — в Красной армии. Участник Великой Отечественной войны. Демобилизовавшись из Вооружённых Сил в 1951 году, 3 года проработал на заводах в Красноярске, а в октябре 1954 года возглавил бригаду монтажников на предприятии Министерства среднего машиностроения СССР, которое сначала монтировало конструкции, возводимые трестом «Сибхиммонтаж» в городе Красноярск-26 (ныне — Железногорск), а затем вошло в состав монтажно-строительного управления (МСУ) № 88 в городе Шевченко Казахской ССР (ныне Актау, Казахстан).
В 1964 году за большой вклад в сооружение объектов комбината по производству оружейного плутония в Красноярске-26 награждён орденом Ленина. В 1969 году за самоотверженный труд в городе Шевченко на монтаже оборудования реактора на быстрых нейтронах, опреснительной установки и азотно-пускового комбината награждён вторым орденом Ленина.
С сентября 1971 года работал бригадиром монтажников в монтажно-строительном управлении № 90 треста «Энергоспецмонтаж».
Его бригада принимала самое активное участие в сооружении объектов Ленинградской атомной электростанции (ЛАЭС), Научно-исследовательского технологического института (НИТИ) и города Сосновый Бор Ленинградской области.
После завершения строительства ЛАЭС участвовал в сооружении Игналинской АЭС в городе Снечкус, Литовская ССР (ныне — Висагинас, Литва), а затем коллектив его бригады вернулся в Сосновый Бор, где монтажники работали по проектам технического перевооружения ЛАЭС, проводили плановые и капитальные ремонты на атомной станции, сооружали новые объекты НИТИ.
Указом Президиума Верховного Совета СССР от 10 марта 1981 года («закрытым») Марьясову Гавриилу Николаевичу присвоено звание Героя Социалистического Труда с вручением ордена Ленина и золотой медали «Серп и Молот».
С сентября 1990 года — начальник учебного монтажного полигона МСУ № 90, где ежегодно проходят подготовку более сотни молодых рабочих, получая профессию монтажника и одновременно смежные специальности электросварщика, газорезчика, стропальщика. Щедро делился секретами своего мастерства. Под его руководством путёвку в жизнь получили десятки молодых рабочих. Многие из них стали высококвалифицированными бригадирами и звеньевыми и сегодня составляют костяк МСУ № 90.
С 2001 года — на пенсии.
Жил в городе Сосновый Бор Ленинградской области. Умер 7 августа 2006 года. Похоронен на кладбище в деревне Систо-Палкино Ломоносовского района Ленинградской области.

## Награды
Награждён 3 орденами Ленина (7.03.1962; 29.08.1969; 10.03.1981), орденом Отечественной войны 2-й степени (11.03.1985), медалями, в том числе «За боевые заслуги» (11.1945), «За победу над Японией».
Лауреат Государственной премии СССР (1975).
Почётный гражданин города Сосновый Бор (15.04.2002). Удостоен почётных званий «Лучший монтажник Министерства», «Ветеран атомной энергетики и промышленности», его имя занесено в Книгу почёта МСУ № 90. В 2003-м его имя было занесено в энциклопедию «Лучшие люди России».